# Холомонтас
Холомонтас (грец. Χολομώντας), також Іпсізонос — гора у Греції, у центральній частині півострова Халкідіки на території нома Салоніки, на південний захід від міста Салоніки. Висота найвищого піку — 1 165 м.